# Spielfeld
Spielfeld (tiếng Slovenia: Špilje) là một đô thị thuộc huyện Leibnitz trong bang Steiermark, nước Áo. Đô thị Spielfeld có diện tích 10,11 km², dân số cuối năm 2005 là 1011 người. Tại đây có địa điểm cắt biên giới Áo-Slovenia. Bên kia biên giới thuộc Slovenia là Šentilj.